# Eau De Gaga
Eau de Gaga („О Де Гага“) (от френски: „Вода от Гага“) е унисекс парфюм от Лейди Гага, в продажба от 2014 г. Ароматът, както и предишният, е създаден от „Haus Laboratories“, компания на Лейди Гага за козметика, в сътрудничество с Coty Inc. Реализирането на парфюма е обявено чрез акаунта на Лейди Гага в Twitter на 7 август 2014 г., когато е публикувана и първата промо снимка от фотосесията на Стивън Клайн.

## Състав
Ароматът е изграден около красиво сърце от бяла теменужка, опиянително цвете, което слива мъжкото и женското привличане. За противотежест на тази дървесно-флорална енергия, мирисът се разтваря с ободряващ изблик на газиран лайм, който излъчва динамична жизненост. Еволюира към чувствена следа, базирана на кожа, която добавя основно качество на аромата.

## Бутилка
Бутилката отразява парфюма, обединявайки мъжката и женската естетика. Резките ѝ линии и лъскавата полирана черна завършеност доставят смело изявление, чрез простотата си. За допълнителна доза лукс, лицевата страна на флакона е украсена със сребърна табелка, на която е гравиран надписът „Paris – New York“ и числото „001“.

## Колекция
Парфюмът е реализиран като концентрация от парфюмна вода (EDP) с натурален спрей.
- Парфюмна вода – 75 ml, 50 ml, 30 ml, 15 ml.
- Лосион за тяло – 200 ml, 75 ml.
- Душ гел – 200 ml, 75 ml.
- Подаръчни комплекти

### Специални
- Дамска чанта (добавена към подаръчен комплект в Литва)

## Пускане в продажба
| Държава                                          | Дата                 |
| ------------------------------------------------ | -------------------- |
| Италия, Франция, Полша, Чехия, Словакия, Унгария | 1 септември 2014 г.  |
| Германия, Испания                                | 15 септември 2014 г. |
| Великобритания                                   | 17 септември 2014 г. |
| България и др.                                   | 1 октомври 2014 г.   |
| Русия, Канада, Финландия, Австралия              | 1 ноември 2014 г.    |
| Дания                                            | 10 ноември 2014 г.   |
| САЩ                                              | 15 януари 2015 г.    |